# Apostelkirche (Ovenstädt)

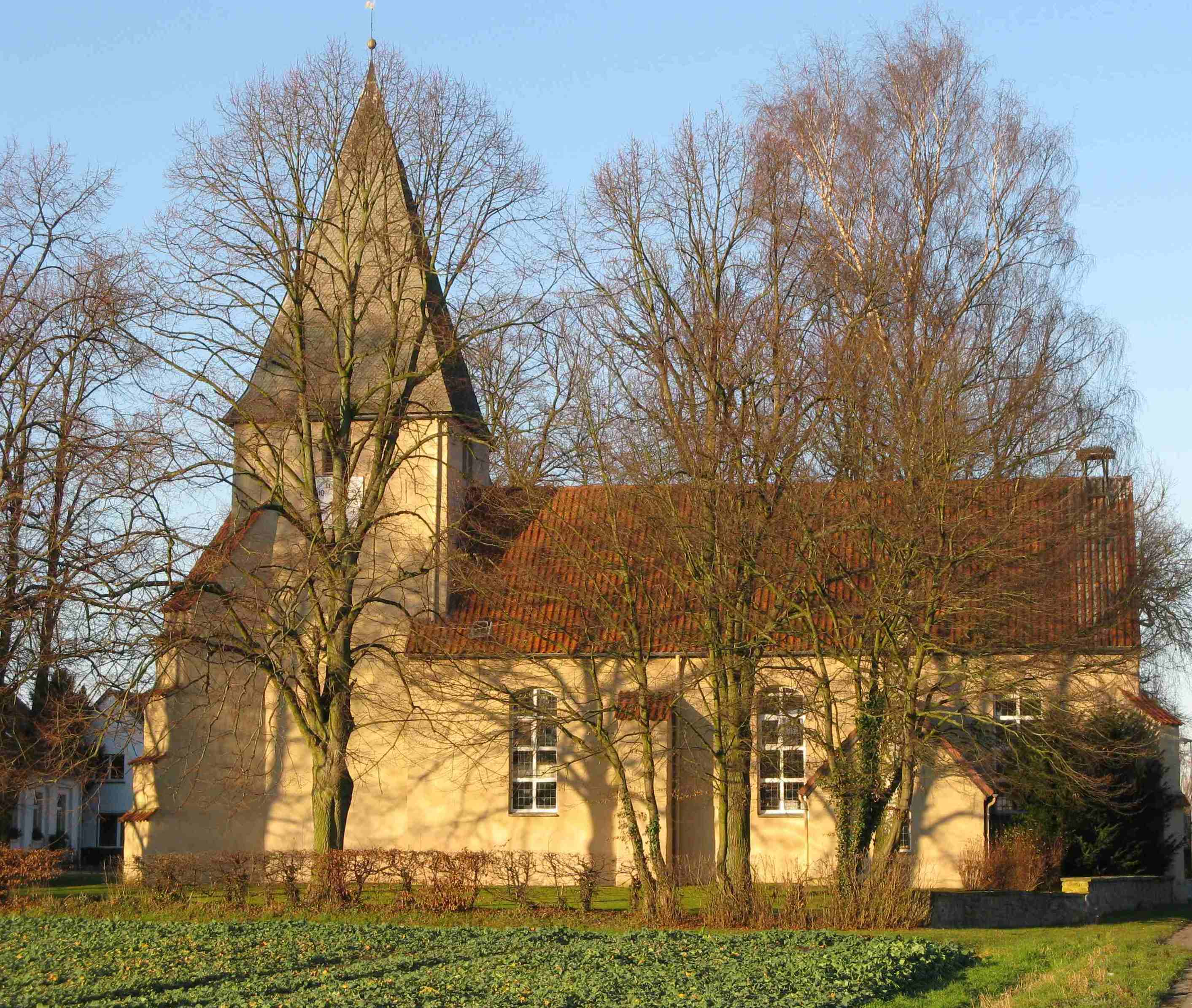
Apostelkirche Ovenstädt von Süden

Die Apostelkirche im Petershagener Ortsteil Ovenstädt ist die Pfarrkirche der evangelisch-lutherischen Kirchengemeinde Ovenstädt. Sie gehört zum Kirchenkreis Minden der Evangelischen Kirche von Westfalen.
Das Kirchengebäude ist im Kern romanisch und wurde im 17. und 18. Jahrhundert verändert. Wegen ihrer Lage wenige hundert Meter vom Ufer der Weser entfernt wird die Ovenstädter Kirche auch als „Weserkirche“ bezeichnet.

## Baugeschichte und Architektur

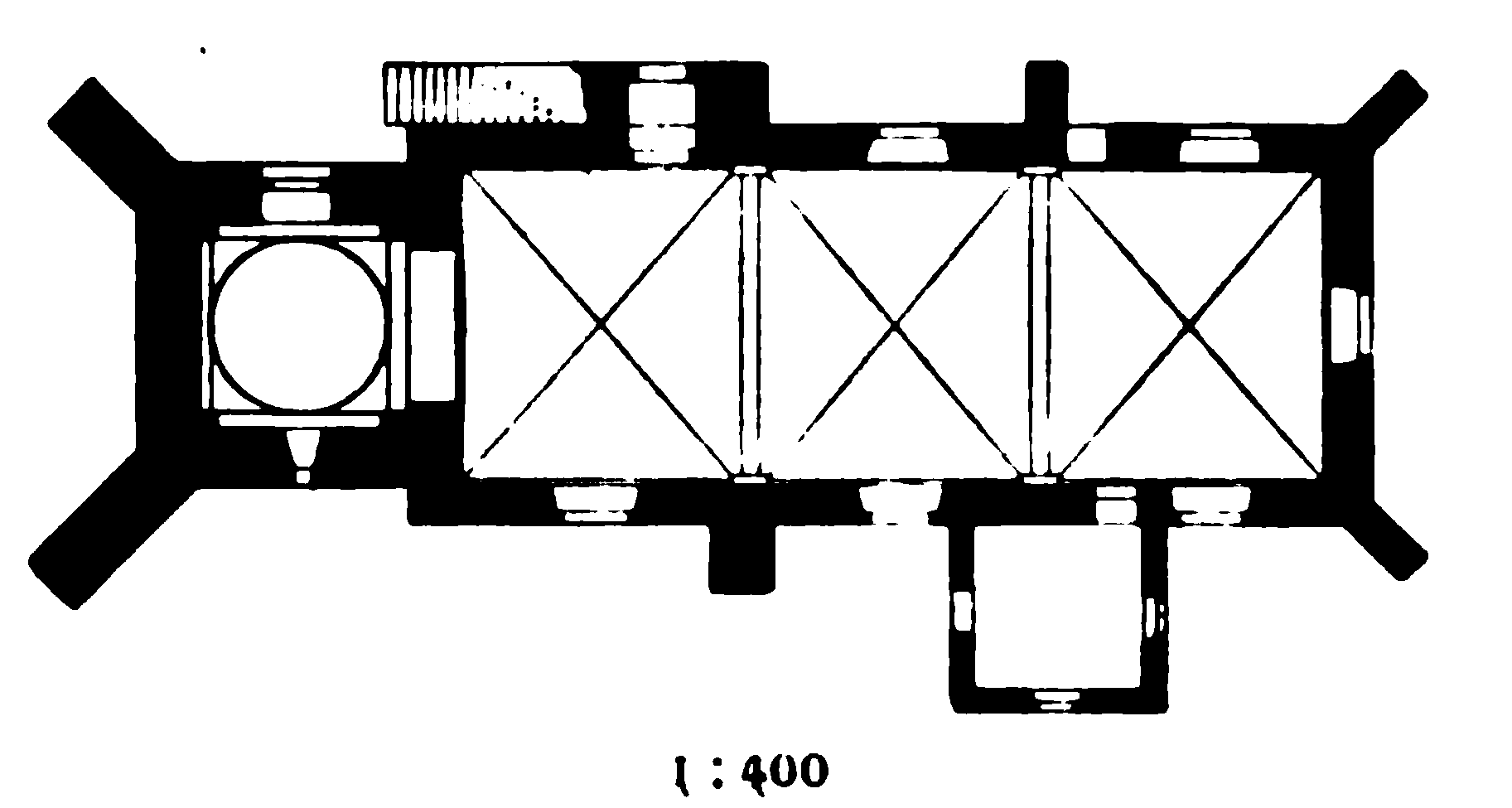
Grundriss

Die Kirche wurde zwischen 1000 und 1200 erbaut, 1772 erweitert und 1987 renoviert. Die erste urkundliche Erwähnung stammt aus dem Jahr 1204. Es handelt sich um eine dreijochige Saalkirche mit Westturm. An die Südseite des mittleren und östlichen Jochs grenzt die später erbaute Sakristei.
Die Fenster sind flachbogig, an der Nordseite befinden sich Reste eines rundbogigen Fensters. Der Eingang an der Nordseite des Turms ist ebenfalls rundbogig, das Hauptportal an der Nordseite des Langhauses trägt einen Kleeblattbogen. Die Schalllöcher sind zweiteilig mit Mittelsäulchen.
An der Südseite des Turms ist die Jahreszahl 1640 angebracht, eine Inschrift über dem Turmeingang weist auf eine Restaurierung im Jahr 1772 hin.

## Ausstattung
Das älteste in der Kirche vorhandene Kunstwerk ist ein romanischer Taufstein in Kelchform. Der überwiegende Teil der Ausstattung ist jedoch barock, dazu gehören der Orgelprospekt von 1763 und die Orgelempore von 1724 sowie Kanzel, Schalldeckel und weitere Emporen von 1772. Die beiden Stahlglocken im Turm wurden 1926 und 1952 gegossen.